# (29356) Giovarduino
(29356) Giovarduino ist ein Asteroid des Hauptgürtels, der am 25. September 1995 vom italienischen Astronomen Plinio Antolini am Pleiade Observatory (IAU-Code 112) in Verona entdeckt wurde.
Benannt wurde der Asteroid nach dem italienischen Geologen Giovanni Arduino (1714–1795), der in den 1760er Jahren als erster ein System geologischer Erdzeitalter entwickelte.